# Berichtsmonat
Ein Berichtsmonat entspricht in der Wirtschaftsstatistik üblicherweise nominell einem Kalendermonat, tatsächlich aber oft nur näherungsweise. Die Daten für den gesamten Zeitraum können auf einer begrenzten Anzahl von Stichproben bzw. Stichtagen beruhen. Beispielsweise wird die amtliche Arbeitslosenstatistik für einen Berichtsmonat zu einem Stichtag in der Mitte des Kalendermonats erhoben und oft vor Ablauf desselben veröffentlicht.